# Steven Kruijswijk
Steven Kruijswijk (Nuenen, 7 de junio de 1987) es un ciclista profesional neerlandés, miembro del equipo Team Visma | Lease a Bike desde el año 2010.
Reconocido escalador, su mejor resultado ha sido un tercer puesto en el Tour de Francia 2019, y dos cuartos puestos, uno en el Giro de Italia y otro en la Vuelta a España.

## Biografía

### Primeros años
A partir de 2007, se unió al equipo Rabobank Continental y en 2010 se trasladó a la Rabobank ProTeam.
En mayo de 2010 inesperadamente fue integrante del nueve del equipo para el Giro de Italia 2010 tras una enfermedad de Óscar Freire, al cual sustituyó. Durante la octava etapa se metió en una escapada y finalmente terminó a poco más de dos minutos del ganador. En la etapa 15 que terminó en la cima del Monte Zoncolan, Kruijswijk logró sorprender al entrar en el decimoséptimo lugar, cinco minutos y medio detrás del ganador Ivan Basso. En la etapa decimoséptima terminó tercero detrás del ganador Damien Monier y Danilo Hondo. Steven Kruijswijk finalmente terminó, en su debut en una Gran Vuelta, en el lugar 18 en la clasificación general.
En su segundo Giro de Italia, mejoró su puesto en la general terminando en el noveno lugar de la clasificación general (octavo luego de la desclasificación de Alberto Contador), siendo el único rival de Roman Kreuziger por el maillot blanco de los jóvenes y pudo acabar 2.º en dicha clasificación.
Menos de un mes después del Giro, Kruijswijk confirmó su buen estado de forma en la sexta etapa de la Vuelta a Suiza para tomar la victoria en la etapa de montaña con llegada en la cima de Triesenberg. Después de una fuga con Damiano Cunego, a dos kilómetros de la meta, dejó descolgado al italiano, para ganar su primera victoria como profesional. Finalmente terminó tercero en la clasificación final de la Vuelta a Suiza. En 2011 debutó en la Vuelta a España. En esta ronda, en parte por problemas de espalda, no logró acabar en un buen puesto en la general.
En 2012 Kruijswijk hizo su debut en el Tour de Francia. Finalizó 33.º en la general y tercer mejor ciclista joven. El 2013 (ya con el nombre de Belkin en el equipo) fue un año malo para él, ya que solo corrió el Giro de Italia, donde acabó en un decepcionante 26.º puesto final.
Realizó un buen Tour de Francia en 2014, acabando 15.º en la general final, gracias a una buena labor de equipo, que también colocó a Laurens Ten Dam (9.º) y Bauke Mollema (10.º) en el Top 15.

### 2015: confirmación en las Grandes Vueltas
En el Giro de Italia 2015, fue nombrado como líder de su equipo, el Team LottoNL-Jumbo (antiguo Rabobank y Belkin). Perdió tiempo en la primera semana, lo que llevó a quedara retrasado en la clasificación general. Sin embargo, en la segunda semana, mostró tener una buena forma metiéndose en las fugas varias veces. Después de la segunda semana, merced a una gran contrarreloj, se colocó decimocuarto en la clasificación. En la tercera semana se mostró pletórico. En la decimosexta etapa se las arregló para llegar primero al temido Mortirolo, en un grupo de élite que incluía al ganador final, Alberto Contador. Como resultado, subió al podio para recibir el maillot azul de la montaña, que perdería a manos de Giovanni Visconti (ganador final de dicha clasificación) en la decimonovena etapa. Kruijswijk finalmente terminó en el séptimo lugar en la clasificación general y 3.º en la montaña, en la que fue su mejor carrera como profesional.

### 2016: maglia rosa en el Giro
En 2016 participa de nuevo en el Giro de Italia, como jefe de filas de su equipo Lotto NL-Jumbo. Después de un comienzo tranquilo se coloca en las primeras posiciones de la general desde el inicio de la carrera. Sin embargo, no es hasta la etapa 14 con final en Corvara in Badia donde demuestra su gran estado de forma gracias a un ataque que, junto con Esteban Chaves, deja atrás al resto de sus rivales importantes en la carrera. Al día siguiente, se reafirma como el más fuerte de la carrera con una grandísima cronoescalada en la que vuelve a quedar segundo por centésimas por detrás de Aleksandr Folíforov. En la etapa inmediatamente posterior vuelve a aumentar de nuevo su ventaja respecto al resto de favoritos al volver a entrar segundo en meta por detrás de Alejandro Valverde. Para estas alturas Steven Kruijswijk es el favorito indiscutible de la carrera, al ser el único corredor que no ha demostrado hasta el momento ninguna debilidad, sacando en la general más de tres minutos a todos sus rivales. A partir de entonces, se le tuerce totalmente la carrera al ciclista holandés. Contra todo pronóstico, pierde el liderato de la carrera en la etapa de Pinerolo-Risoul, tras ser víctima de una caída durante el inicio del descenso del Col Agnelo: sufre un duro impacto contra la nieve y después de un salto mortal hacia adelante, cae al suelo, sufriendo una fractura de costilla. Afortunadamente, se levanta y sigue adelante, pero termina la carrera con un retraso por el ganador del día, Vincenzo Nibali de 4'52 ", perdiendo el maillot rosa en favor de su oponente directo Esteban Chaves. La última etapa de montaña con llegada en Sant'Anna di Vinadio las arregla para permanecer en el grupo de cabeza durante gran parte de la etapa hasta que no puede más por culpa de los dolores que sufría por la caída de la etapa anterior, lo cual le lleva a perder el peldaño más bajo del podio en favor de Alejandro Valverde. Tras ello, termina el Giro en un meritorio cuarto puesto en la general, que le sabe a poco por haber demostrado ser el más fuerte de la carrera.
Decide participar en la Vuelta a España, en la que de nuevo partía como favorito, pero lamentablemente se cayó en la quinta etapa, debido a un bolardo no señalizado, viéndose obligado al abandono tras sufrir una fractura de clavícula.

## Palmarés
2011
- 1 etapa de la Vuelta a Suiza

2014
- Arctic Race de Noruega

2019
- 3.º en el Tour de Francia

## Resultados

### Grandes Vueltas y Campeonatos del Mundo
Durante su carrera deportiva ha conseguido los siguientes puestos en las Grandes Vueltas y en los Campeonatos del Mundo en carretera:
| Carrera         | Carrera         | 2006 | 2007 | 2008 | 2009 | 2010 | 2011 | 2012 | 2013 | 2014 | 2015 | 2016 | 2017 | 2018 | 2019 | 2020 | 2021 | 2022 | 2023 | 2024 | 2025 |
| --------------- | --------------- | ---- | ---- | ---- | ---- | ---- | ---- | ---- | ---- | ---- | ---- | ---- | ---- | ---- | ---- | ---- | ---- | ---- | ---- | ---- | ---- |
|                 | Giro de Italia  | —    | —    | —    | —    | 18.º | 8.º  | —    | 26.º | Ab.  | 7.º  | 4.º  | Ab.  | —    | —    | Ab.  | —    | —    | —    | —    | 38.º |
|                 | Tour de Francia | —    | —    | —    | —    | —    | —    | 33.º | —    | 15.º | 21.º | —    | —    | 5.º  | 3.º  | —    | Ab.  | Ab.  | —    | —    | —    |
|                 | Vuelta a España | —    | —    | —    | —    | —    | 41.º | —    | —    | —    | —    | Ab.  | 9.º  | 4.º  | Ab.  | —    | 12.º | —    | —    | 19.º | —    |
| Mundial en Ruta | Mundial en Ruta | —    | —    | —    | —    | 91.º | 89.º | —    | —    | Ab.  | —    | —    | —    | 27.º | —    | —    | —    | —    | —    | —    | —    |

—: no participa
Ab.: abandono

### Vueltas menores
| Carrera | Carrera                | 2006 | 2007 | 2008 | 2009 | 2010 | 2011 | 2012 | 2013 | 2014 | 2015 | 2016 | 2017 | 2018 | 2019 | 2020 | 2021 | 2022 | 2023 | 2024 |
| ------- | ---------------------- | ---- | ---- | ---- | ---- | ---- | ---- | ---- | ---- | ---- | ---- | ---- | ---- | ---- | ---- | ---- | ---- | ---- | ---- | ---- |
|         | París-Niza             | —    | —    | —    | —    | —    | —    | —    | 76.º | —    | 21.º | 38.º | Ab.  | —    | —    | —    | 29.º | 26.º | —    | —    |
|         | Tirreno-Adriático      | —    | —    | —    | —    | —    | —    | 21.º | —    | —    | —    | —    | —    | —    | —    | —    | —    | —    | —    | 69.º |
|         | Volta a Cataluña       | —    | —    | —    | —    | —    | 71.º | 14.º | Ab.  | Ab.  | 15.º | 39.º | 7.º  | 8.º  | 5.º  | X    | 22.º | 20.º | 34.º | 35.º |
|         | Vuelta al País Vasco   | —    | —    | —    | —    | —    | —    | Ab.  | —    | —    | —    | —    | —    | —    | —    | X    | —    | —    | 32.º | 58.º |
|         | Tour de Romandía       | —    | —    | —    | —    | —    | 41.º | —    | 21.º | —    | —    | —    | —    | 6.º  | 6.º  | X    | 21.º | 7.º  | 31.º | —    |
|         | Critérium del Dauphiné | —    | —    | —    | —    | —    | —    | —    | —    | —    | —    | —    | —    | —    | Ab.  | Ab.  | 15.º | 21.º | Ab.  | Ab.  |
|         | Vuelta a Suiza         | —    | —    | —    | —    | —    | 3.º  | 8.º  | 44.º | 27.º | —    | —    | 3.º  | 8.º  | —    | X    | —    | —    | —    | —    |
|         | Tour de Polonia        | —    | —    | —    | —    | —    | —    | —    | Ab.  | —    | —    | —    | —    | —    | —    | —    | —    | —    | —    | —    |

—: no participa
Ab.: abandono

## Equipos
- Van Vliet-EBH-Advocaten (2006)
- Rabobank Continental Team (2007-2009)
- Rabobank/Blanco/Belkin/Lotto NL/Jumbo/Visma (2010-)
  - Rabobank (2010)
  - Rabobank Cycling Team (2011-2012)
  - Blanco Pro Cycling (2013)[7]
  - Belkin-Pro Cycling Team (2013-2014)
  - Team Lotto NL-Jumbo (2015-2018)
  - Team Jumbo-Visma (2019-2023)
  - Team Visma | Lease a Bike (2024-)